# Rarotonga Steam Railway

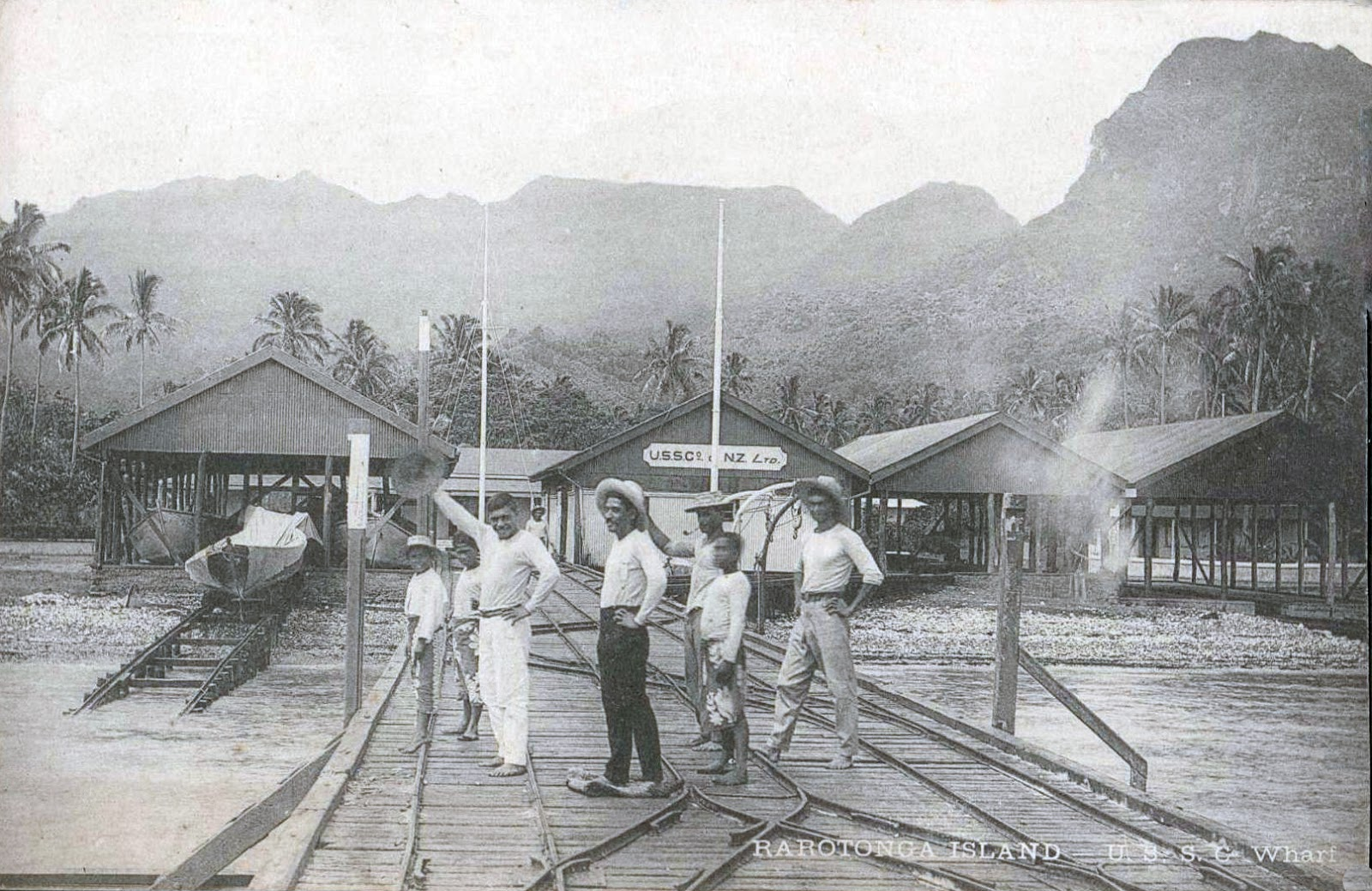
Avarua. Torowiska na nabrzeżu około 1914

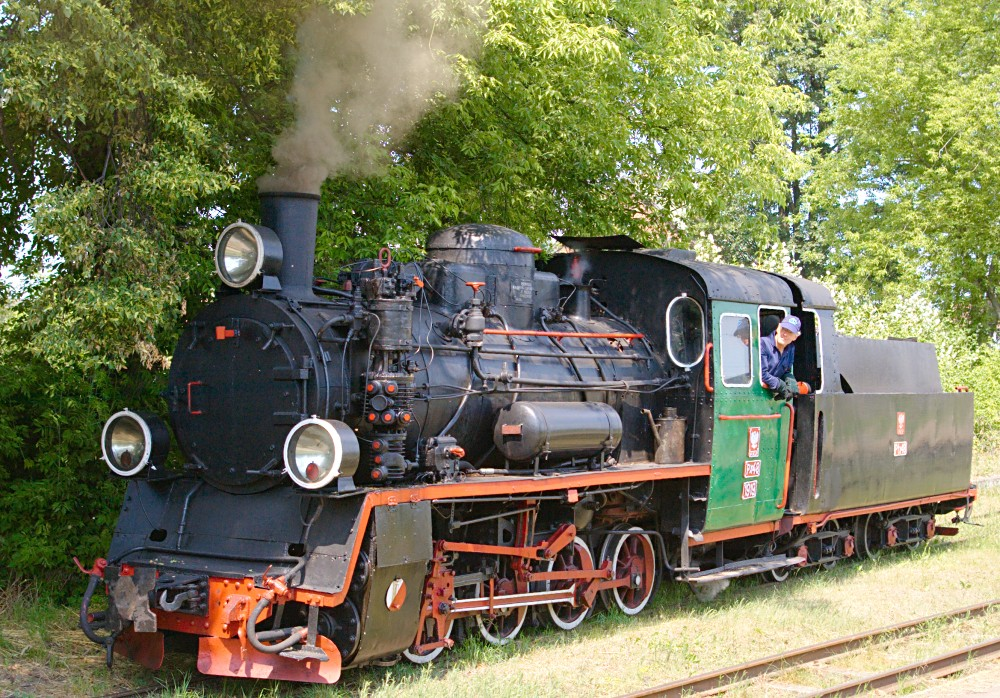
Lokomotywa Px48

Rarotonga Steam Railway – kolej na wyspie Rarotonga, na Wyspach Cooka, będących terytorium stowarzyszonym Nowej Zelandii.

## Historia
Na Wyspach Cooka do początku lat 90. XX wieku nie funkcjonowała żadna linia kolejowa (torowiska do obsługi nabrzeża Union Steam Ship Company of New Zealand istniały jedynie w Avarua, co potwierdza zdjęcie George’a Crummera z około 1914).
Sytuacja ta uległa zmianie w 1991 lub 1992, kiedy jeden z mieszkańców wyspy Rarotonga, Tim Arnold (potomek feldmarszałka Gebharda Leberechta von Blüchera), nabył parowóz w Polsce i sprowadził go na swój teren w Avarua. Była to lokomotywa Px48-1741 z 1951 o układzie osi 0-4-0 na rozstaw szyn 750 mm (Pierwsza Fabryka Lokomotyw w Chrzanowie, nr fabryczny 2126). Właściciel posesji własnymi siłami wyremontował lokomotywę oraz wybudował linię o długości około 170 metrów i przez kilka lat, na początku XXI wieku (od 2001), oferował przejazdy lokomotywą (nie miał wagonów). Osoby zainteresowane budową uzdrowiska na wyspie zaproponowały wydłużenie trasy o około kilometr w parku uzdrowiskowym, ale realizacja projektu uzdrowiskowego nie doszła do skutku. W latach następnych właściciel parowozu dokupił kolejne sztuki taboru i wyposażenie, w tym lokomotywę spalinową (manewrową) niewielkiej mocy. Linię zamknięto po przeprowadzce właściciela w inne miejsce. Lokomotywy i sprzęt są przechowywane na wyspie w oczekiwaniu na ewentualne dalsze wykorzystanie (planowane jest m.in. przeniesienie taboru na nową kolej wąskotorową w rejonie jeziora Wakatipu na Nowej Zelandii).
Parowóz Px48-1741 służył w Polsce na kolejach: Krośniewickiej, Kaliskiej i Żuławskiej.